# Arthropteris palisotii
Arthropteris palisotii là một loài dương xỉ trong họ Tectariaceae. Loài này được Desv. Alston mô tả khoa học đầu tiên năm 1956.